# 최건희
최건희(1988년 10월 25일 ~ )은 대한민국의 전 희극 배우이다. 

## 출연 작품
- 웃찾사 (SBS)
  - BJ코피도둑
  - 내남자
  - 몰입가족
  - 은밀하게 재미있게
  - 오봉이
  - 남자끼리
  - 대디 & 대디